# Stod
Stod es una localidad del distrito de Pilsen Sur en la región de Pilsen, República Checa, con una población estimada a principio del año 2018 de 3613 habitantes. 
Se encuentra ubicada al este de la región, en la cuenca hidrográfica del río Berounka —un afluente izquierdo del río Moldava que, a su vez, lo es del Elba— y cerca de la frontera con las regiones de Bohemia Central y Bohemia Meridional.

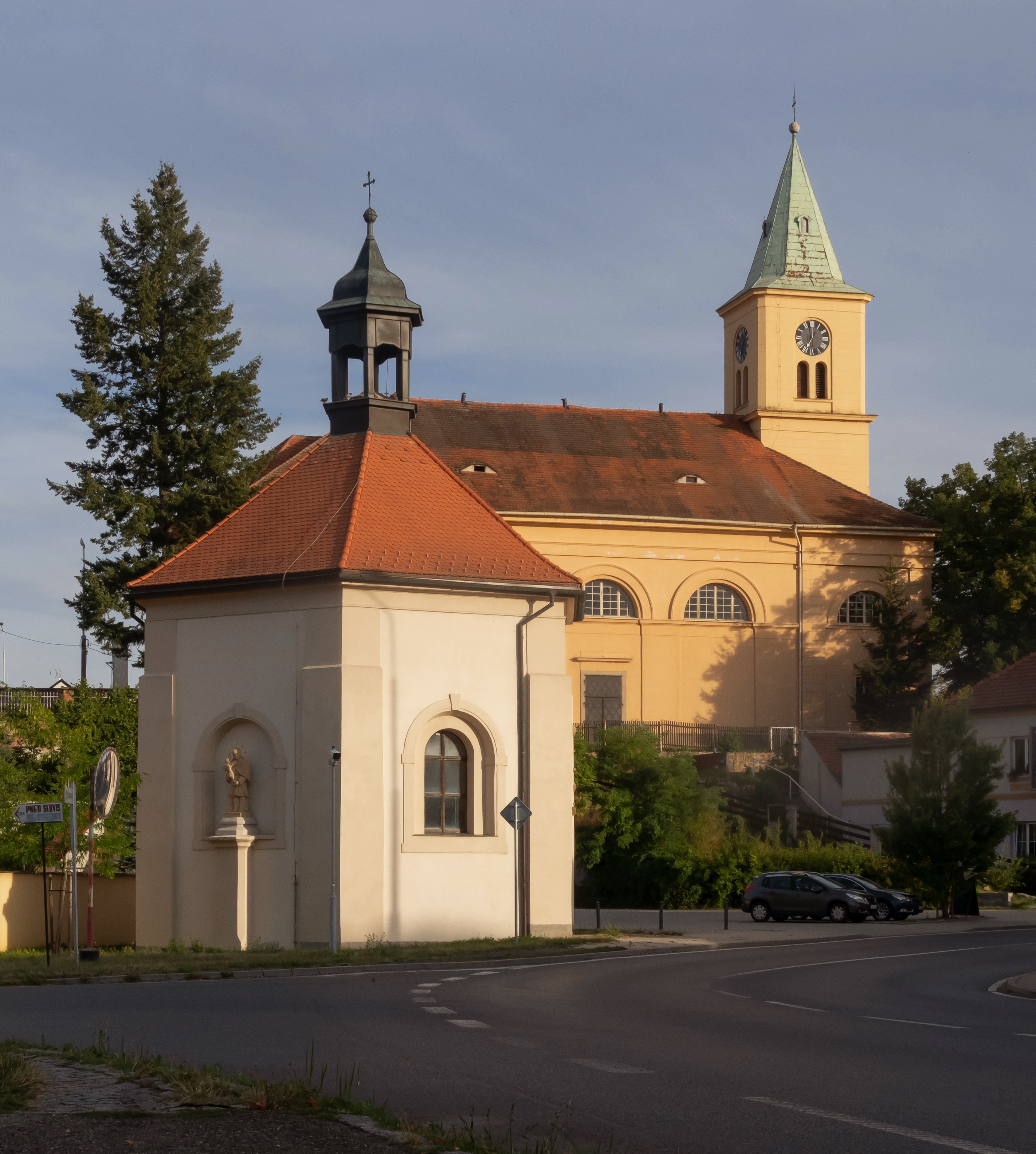
La capilla (la Špitální kaple) y la iglesia (la kostel sv. Máří Magdaleny)
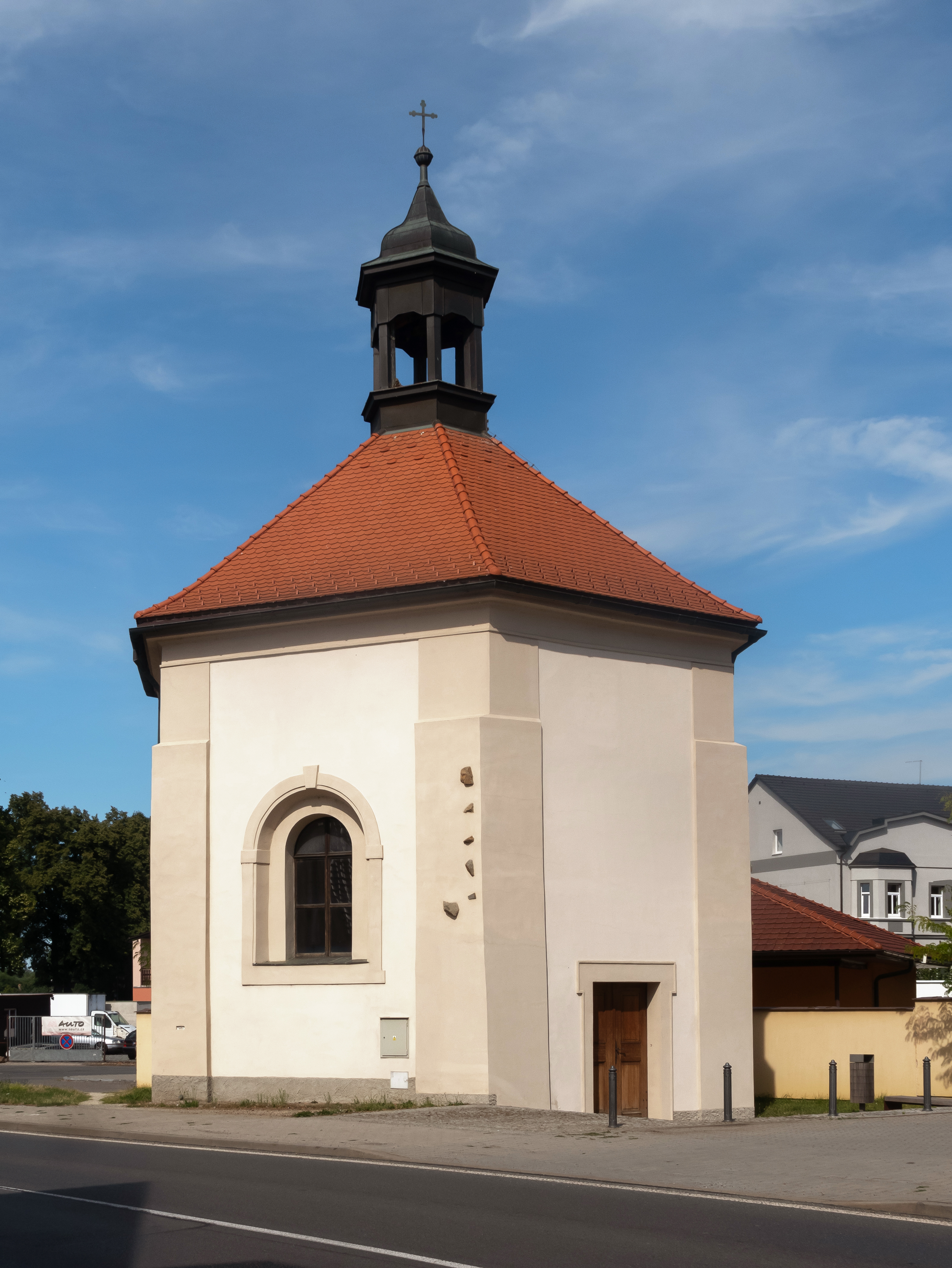
La capilla: the Špitální kaple
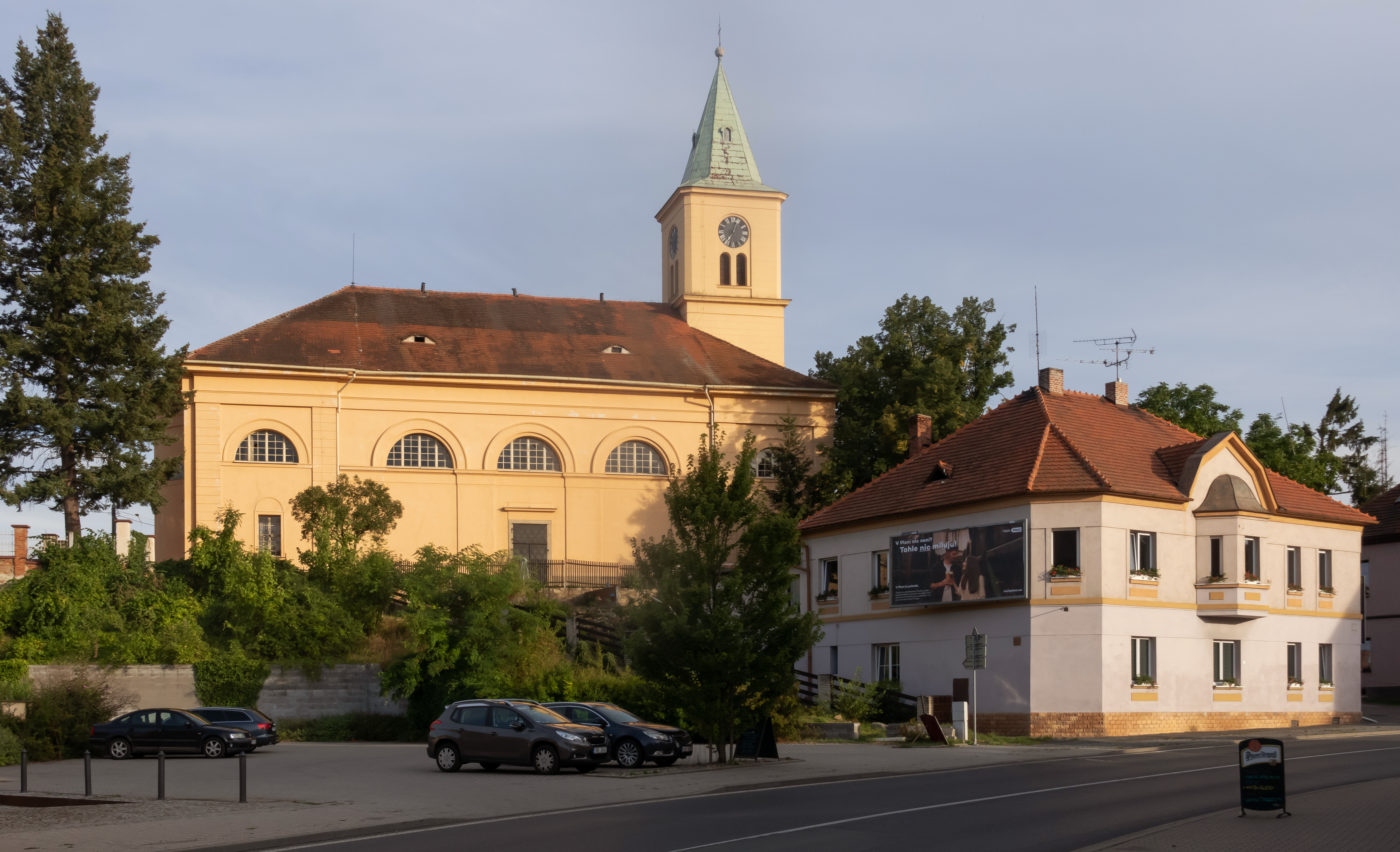
La iglesia: la kostel sv. Máří Magdaleny
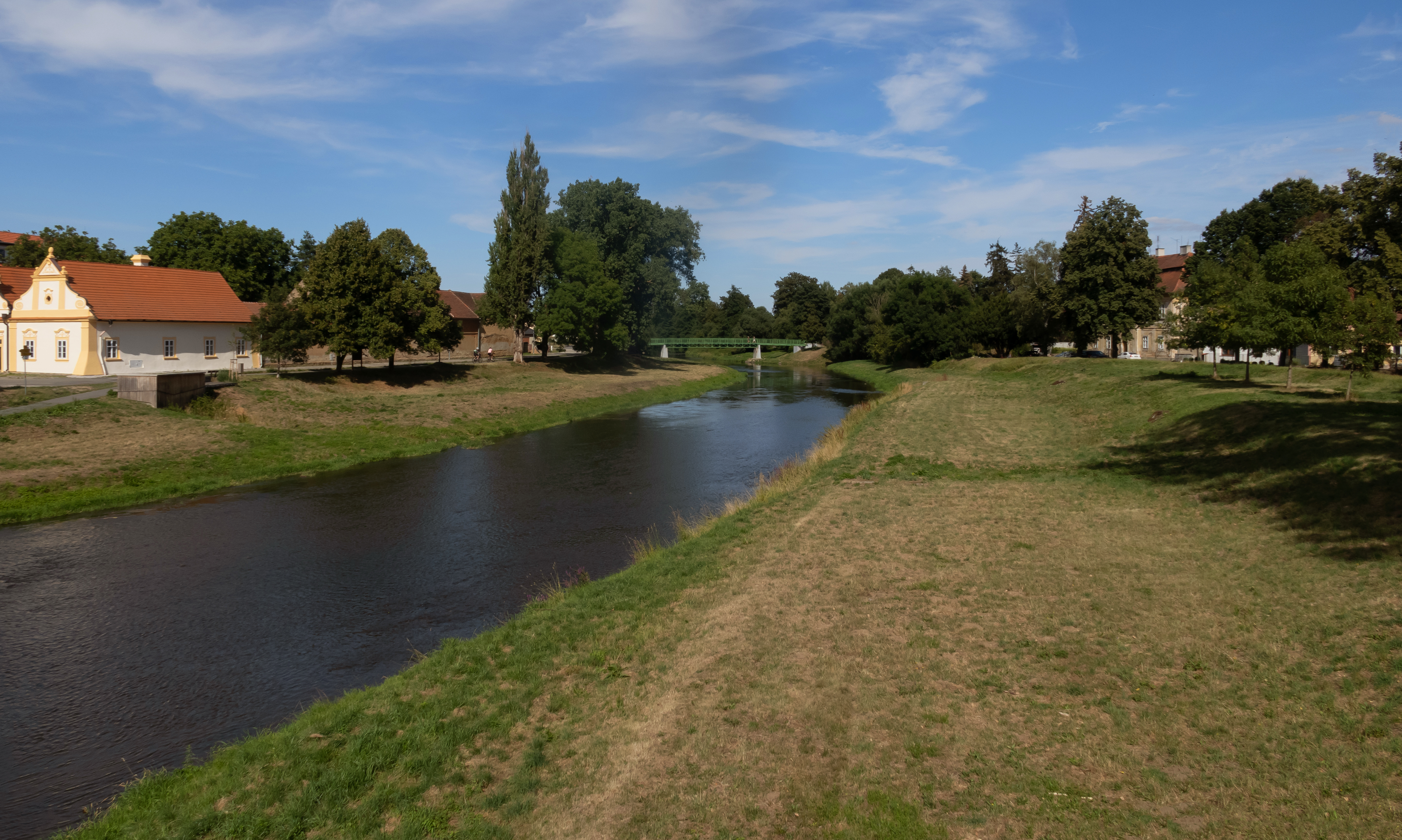
El rio Radbuza en Stod